# BanG Dream!
BanG Dream! (バンドリ?, Bandori) è un media franchise giapponese creato nel gennaio 2015 da Bushiroad. Consiste in 10 Band tra cui 7 di queste riescono a esibirsi dal vivo, inoltre appaiono anche in diversi manga e in adattamenti anime (ad esclusione delle Ave Mujica), la cui prima stagione è stata coprodotta da Issen e Xebec e trasmessa in Giappone dal 21 gennaio al 22 aprile 2017.

## Personaggi

### Poppin' Party
Kasumi Toyama (戸山 香澄?, Toyama Kasumi)
Doppiata da: Aimi
Tae Hanazono (花園 たえ?, Hanazono Tae)
Doppiata da: Sae Ōtsuka
Rimi Ushigome (牛込 りみ?, Ushigome Rimi)
Doppiata da: Rimi Nishimoto
Saaya Yamabuki (山吹 沙綾?, Yamabuki Saaya)
Doppiata da: Ayaka Ōhashi
Arisa Ichigaya (市ヶ谷 有咲?, Ichigaya Arisa)
Doppiata da: Ayasa Itō

### Afterglow
Ran Mitake (美竹 蘭?, Mitake Ran)
Doppiata da: Ayane Sakura
Moca Aoba (青葉 モカ?, Aoba Moka)
Doppiata da: Sachika Misawa
Himari Uehara (上原 ひまり?, Uehara Himari)
Doppiata da: Emiri Katō
Tomoe Udagawa (宇田川 巴?, Udagawa Tomoe)
Doppiata da: Yōko Hikasa
Tsugumi Hazawa (羽沢 つぐみ?, Hazawa Tsugumi)
Doppiata da: Hisako Kanemoto

### Pastel＊Palettes
Aya Maruyama (丸山 彩?, Maruyama Aya)
Doppiata da: Ami Maeshima
Hina Hikawa (氷川 日菜?, Hikawa Hina)
Doppiata da: Ari Ozawa
Chisato Shirasagi (白鷺 千聖?, Shirasagi Chisato)
Doppiata da: Sumire Uesaka
Maya Yamato (大和 麻弥?, Yamato Maya)
Doppiata da: Ikumi Nakagami
Eve Wakamiya (若宮 イヴ?, Wakamiya Ivu)
Doppiata da: Sawako Hata

### Roselia
Yukina Minato (湊 友希那?, Minato Yukina)
Doppiata da: Aina Aiba
Sayo Hikawa (氷川 紗夜?, Hikawa Sayo)
Doppiata da: Haruka Kudō
Lisa Imai (今井 リサ?, Imai Risa)
Doppiata da: Yurika Endō (2017–2018), Yuki Nakashima (2018-in attività)
Rinko Shirokane (白金 燐子?, Shirokane Rinko)
Doppiata da: Satomi Akesaka (2017–2018), Kanon Shizaki (2018-in attività)
Ako Udagawa (宇田川 あこ?, Udagawa Ako)
Doppiata da: Megu Sakuragawa

### Hello, Happy World!
Kokoro Tsurumaki (弦巻 こころ?, Tsurumaki Kokoro)
Doppiata da: Miku Itō
Kaoru Seta (瀬田 薫?, Seta Kaoru)
Doppiata da: Azusa Tadokoro
Hagumi Kitazawa (北沢 はぐみ?, Kitazawa Hagumi)
Doppiata da: Yuri Yoshida
Kanon Matsubara (松原 花音?, Matsubara Kanon)
Doppiata da: Moe Toyota
Misaki Okusawa (奥沢 美咲?, Okusawa Misaki)
Doppiata da: Tomoyo Kurosawa

### Morfonica
Mashiro Kurata (倉田ましろ?, Kurata Mashiro)
Doppiata da: Amane Shindō
Tōko Kirigaya (桐ヶ谷透子?, Kirigaya Touko)
Doppiata da: Hina Suguta
Nanami Hiromachi (広町七深?, Hiromachi Nanami)
Doppiata da: Yūka Nishio
Rui Yashio (八潮瑠唯?, Yashio Rui)
Doppiata da: Ayasa
Tsukushi Futaba (二葉つくし?, Futaba Tsukushi)
Doppiata da: mika

### Raise A Suilen
Rei Wakana (和奏 レイ?, Wakana Rei)
Doppiata da: Raychell
Masuki Satō (佐藤 ますき?, Satō Masuki)
Doppiata da: Masuki Satō
Chiyu Tamade (珠手 ちゆ?, Tamade Chiyu)
Doppiata da: Risa Tsumugi
Reona Nyūbara (鳰原 れおな?, Nyūbara Reona)
Doppiata da: Reo Kurachi
Rokka Asahi (朝日 六花?, Asahi Rokka)
Doppiata da: Riko Kohara

### MyGO!!!!!
Tomori Takamatsu (高松燈?, Takamatsu Tomori)
Doppiata da: Hina Yōmiya
Anon Chihaya (千早愛音?, Chihaya Anon)
Doppiata da: Rin Tateishi
Rāna Kaname (要楽奈?, Kaname Rāna)
Doppiata da: Hina Aoki
Soyo Nagasaki (長崎そよ?, Nagasaki Soyo)
Doppiata da: Mika Kohinata
Taki Shina (椎名 立希?, Shiina Taki)
Doppiata da: Coco Hayashi

### Ave Mujica
Sakiko Togawa (豊川 祥子?, Togawa Sakiko) / Oblivionis (オブリビオニス?, Oburibionisu)
Doppiata da: Kanon Takao
Mutsumi Wakaba (若葉 睦?, Wakaba Mutsumi) / Mortis (モーティス?, Mōtisu)
Doppiata da: Yuzuki Watase
Uika Misumi (八幡 海鈴?, Yahata Umiri) / Doloris (ドロリス?, Dororisu)
Doppiata da: Rico Sasaki
Umiri Yahata (八幡 海鈴?, Yahata Umiri) / Timoris (ティモリス?, Timorisu)
Doppiata da: Mei Okada
Nyamu Yūtenji (祐天寺 にゃむ?, Yūtenji Nyamu) / Amoris (アモーリス?, Amōrisu)
Doppiata da: Akane Yonezawa

### Altri personaggi
Shifuna Tsuzuki (都築詩船?, Tsuzuki Shifuna)
Doppiata da: Mami Koyama
Ririko Maji (真次璃々子?, Maji Ririko)
Doppiata da: Yūko Gibu
Asuka Toyama (戸山明日香?, Toyama Asuka)
Doppiata da: Yuka Ozaki
Yuri Ushigome (牛込ゆり?, Ushigome Yuri)
Doppiata da: Suzuko Mimori

## Media

### Manga
Un primo manga di Aya Ishida, intitolato BanG Dream! Star Beat (BanG_Dream! 星の鼓動?, BanG Dream! Sutā Bīto), ha iniziato la serializzazione sul Monthly Bushiroad di Bushiroad nel gennaio 2015. Un secondo manga di Mami Kashiwabara ha iniziato la serializzazione sempre sul Monthly Bushiroad nel 2016, stesso anno in cui un terzo manga di Hakuto Shiroi ha avuto inizio sulla rivista Dengeki G's Comic di ASCII Media Works.

### Anime
Annunciato il 7 luglio 2016 sul sito ufficiale del franchise, un adattamento anime, ideato da Kō Nakamura e coprodotto da Issen (studio sorto da una collaborazione tra OLM e Bushiroad) e Xebec per la regia di Atsushi Ōtsuki, è andato in onda dal 21 gennaio al 22 aprile 2017. Le sigle di apertura e chiusura, entrambe interpretate dal gruppo Poppin' Party, sono rispettivamente Tokimeki experience! (ときめきエクスペリエンス！?, Tokimeki ekusuperiensu!) e Kirakira da toka yume da toka: Sing Girls (キラキラだとか夢だとか ～Sing Girls～?). In varie parti del mondo gli episodi sono stati trasmessi in streaming in simulcast da Anime Network e Crunchyroll; in particolare, in America del Nord i diritti di distribuzione digitale e home video sono stati acquistati da Sentai Filmworks. Un episodio OAV sarà incluso nel settimo volume BD dell'edizione home video della serie, da pubblicarsi il 22 novembre 2017.

#### Episodi

##### Stagione 1
| Nº | Titolo italiano (traduzione letterale) Giapponese 「Kanji」 - Rōmaji      | In onda          | In onda |
| Nº | Titolo italiano (traduzione letterale) Giapponese 「Kanji」 - Rōmaji      | Giapponese       |         |
| 1  | Ci siamo incontrate! 「出会っちゃった！」 - Deatchatta!                   | 21 gennaio 2017  |         |
| 2  | Ce l'abbiamo fatta! 「やっちゃった！」 - Yatchatta!                       | 28 gennaio 2017  |         |
| 3  | Sono fuggita! 「逃げちゃった！」 - Nigechatta!                            | 4 febbraio 2017  |         |
| 4  | Mi sono arrabbiata! 「怒っちゃった！」 - Okotchatta!                      | 11 febbraio 2017 |         |
| 5  | Mi è venuto il batticuore! 「ドキドキしちゃった！」 - Dokidoki shichatta! | 18 febbraio 2017 |         |
| 6  | L'ho preparato! 「作っちゃった！」 - Tsukutchatta!                        | 25 febbraio 2017 |         |
| 7  | Abbiamo litigato! 「ケンカしちゃった！」 - Kenka shichatta!               | 4 marzo 2017     |         |
| 8  | Ho corso! 「走っちゃった！」 - Hashitchatta!                              | 11 marzo 2017    |         |
| 9  | Ho trovato un lavoro part-time! 「バイトしちゃった！」 - Baito shichatta! | 25 marzo 2017    |         |
| 10 | Mi sono sorpresa! 「驚いちゃった！」 - Odoroichatta!                      | 1º aprile 2017   |         |
| 11 | Non ho potuto più cantare 「歌えなくなっちゃった」 - Utaenaku natchatta   | 8 aprile 2017    |         |
| 12 | Ho brillato?! 「キラキラしちゃった！？」 - Kirakira shichatta!?           | 15 aprile 2017   |         |
| 13 | Abbiamo cantato! 「歌っちゃった！」 - Utatchatta!                         | 22 aprile 2017   |         |

##### Stagione 2
| Nº | Giapponese 「Kanji」 - Rōmaji                                                | In onda          | In onda |
| Nº | Giapponese 「Kanji」 - Rōmaji                                                | Giapponese       |         |
| 01 | 「Happy Party!」 - Happy Party!                                              | 3 Gennaio 2019   |         |
| 02 | 「黒き咆哮」 - Kuroki hōkō                                                   | 10 Gennaio 2019  |         |
| 03 | 「Sing Girls」 - Sing Girls                                                  | 17 Gennaio 2019  |         |
| 04 | 「ゴーカ！ごーかい!?のっびのびワールド！」 - Gōka! Gōkai!? Nobbi no Wārudo!" | 24 Gennaio 2019  |         |
| 05 | 「雨のRing-Dong-Dance」 - Ame no Ring-Dong-Dance                             | 31 Gennaio 2019  |         |
| 06 | 「You Only Live Once」 - You Only Live Once                                  | 7 Febbraio 2019  |         |
| 07 | 「ナカナ イナ カナイ」 - Nakana ina kanai                                    | 14 Febbraio 2019 |         |
| 08 | 「ひとりじゃないんだから」 - Hitori janain dakara                            | 21 Febbraio 2019 |         |
| 09 | 「スクール・フェスティバル・シンフォニー」 - Sukūru Fesutibaru Sinfonī       | 28 Febbraio 2019 |         |
| 10 | 「R·I·O·T」 - R·I·O·T                                                        | 7 Marzo 2019     |         |
| 11 | 「ホシノナミダ」 - Hoshi no Namida                                           | 14 Marzo 2019    |         |
| 12 | 「Returns」 - Returns                                                        | 21 Marzo 2019    |         |
| 13 | 「キズナミュージック」 - Kizuna Myūjikku                                     | 28 Marzo 2019    |         |